# Hjulsjö kyrka
Hjulsjö kyrka är en kyrkobyggnad i Hjulsjö i Västerås stift. Den är församlingskyrka i Hällefors-Hjulsjö församling.

## Kyrkobyggnaden
Kyrkan är uppförd av liggtimmer och har väggar klädda med rödfärgade spån. Den består av ett långhus med ett tresidigt kor i öster. Norr om koret finns sakristian. Vid västra sidan finns kyrktornet med svängd huv och tornur. Korsarmar sträcker sig ut åt norr och söder. Kyrkan har ett valmat mansardtak som är täckt med tjärade spån.
Träkyrkan uppfördes åren 1643 till 1646. År 1732 tillbyggdes korsarmar åt norr och söder och kyrkan omvandlades till en korskyrka. Kyrkorummet fick då ett innertak med tunnvalv. År 1785 tillkom ett kyrktorn vid västra sidan. År 1892 ersattes kyrkorummets slutna bänkinredning ut mot en öppen. År 1952 genomfördes en genomgripande renovering under ledning av arkitekt Gunnar Hållén efter förslag av länsarkitekt Ebbe Borg. Renoveringens syfte var att återställa kyrkorummets äldre interiör. Väggarna målades över och alla äldre inventarier återfick sin ursprungliga färgsättning. Bänkinredningen från 1892 ersattes med nuvarande öppna bänkinredning med traditionell utformning. Tidigare rektangulära fönster byttes ut mot stickbågiga fönster.

## Inventarier
- Predikstolen i renässansstil har årtalet 1679 målat på korgen.
- En dopskål från 1700-talet bärs upp av en dopängel som är en träskulptur.

Orgel
- 1884 byggde E. A. Setterquist & Son, Örebro, en orgel med 13 stämmor fördelade på två manualer. Den avsynades och provspelades 30 april 1884 av musikdirektörerna Claes Wilhelm Rendahl i Karlstad och E. Korsgren i Hjulsjö. Invigdes söndagen 4 maj 1884 av nytillträdde pastorn Karl Ulrik Oriel Medén (1849-1937) i Grangärde.[1] Setterquist lade till en extra stämma förutom kontrakterade 12. Orgeln kostade 5000 kr.[2]
- Nuvarande orgel med 19 stämmor är tillverkad av A. Magnusson Orgelbyggeri i Göteborg och installerad 1952. Orgelfasaden är från en orgel tillverkad 1884 av E.A. Setterqvist & Son.